# Eunephrops cadenasi
Eunephrops cadenasi är en kräftdjursart som beskrevs av Fenner A. Chace 1939. Eunephrops cadenasi ingår i släktet Eunephrops och familjen humrar. IUCN kategoriserar arten globalt som livskraftig. Inga underarter finns listade i Catalogue of Life.